# Дворец Иолани
Иолани (гав. ʻIolani, букв. «небесный ястреб») — бывшая резиденция гавайских монархов Калакауа и Лилиуокалани в центре Гонолулу. Это единственный королевский дворец на территории США. В 1978 году он открылся для туристов как музей, а до этого на протяжении 80 лет использовался для размещения гавайского правительства.
После переноса столицы островов в Гонолулу в 1845 году король Камеамеа III приобрёл у одного из своих родственников здание из кораллового туфа в неогреческом стиле, которое было в три раза меньше современного дворца. По гавайской традиции в этом дворце не было спален и подсобных помещений — только тронный зал, приёмная и столовая. Камеамеа V впоследствии переименовал его в честь своего брата, Иолани.
Камеамеа V счёл тесный, изъеденный термитами дворец недостойным величия гавайской монархии и задумал строительство новой резиденции в традициях итальянского ренессанса. Она была воздвигнута на другой стороне улицы и в настоящее время размещает Верховный суд штата. Перед «дворцом небесного короля» красуется памятник королю Камеамеа, который, впрочем, никогда в нём не жил, передав его в распоряжение правительственных учреждений.
Ныне существующий 4-этажный дворец Иолани был выстроен Калакауа в 1882 году за 360 тысяч долларов. Он был оборудован телефонами и электричеством раньше Белого дома и Букингемского дворца и вообще считался весьма комфортабельным. Гавайские правители занимали здание всего 11 лет — до свержения монархии в 1893 году. В здании сохранились не только библиотека и коронные драгоценности, но и спальня с одеялом королевы Лилиуокалани. Здесь королева была заточена после второго восстания Уилкокса.
30 апреля 2008 года входы дворца были заблокированы безоружными гавайскими сепаратистами, которые выкрикивали лозунги о незаконности свержения королевской власти в 1893 году и аннексии Гавайев.